# Sales, Haute-Savoie
Sales este o comună în departamentul Haute-Savoie din sud-estul Franței. În 2009 avea o populație de 1.552 de locuitori.

## Evoluția populației
| An        | 1975 | 1982  | 1990  | 1999  | 2006  | 2009  |
| --------- | ---- | ----- | ----- | ----- | ----- | ----- |
| Populație | 856  | 1.050 | 1.388 | 1.548 | 1.529 | 1.552 |